# Capital Inframundo
El Capital Inframundo es un torneo de roller derby, que se celebra internacionalmente y que fue creado por dos equipos colombianos: Capital Rats Roller Derby Bogotá y Kings Roller Derby Bogotá.
El primer torneo, Capital Inframundo I, fue realizado en Ciudad de México, en el año 2022; que participaron los dos equipos colombianos y equipos nacionales de México.
El segundo torneo, Capital Inframundo II, fue realizado en Bogotá, en el año 2023; que participaron varios equipos latinoamericanos, entre ellos están los países de Chile, Costa Rica, México, Ecuador y Colombia.

## Torneo Capital Inframundo I

### Femenino
| Año          | Sede             | Campeón      | Subcampeón | Tercero | Cuarto    |
| ------------ | ---------------- | ------------ | ---------- | ------- | --------- |
| 2022 Detalle | Ciudad de México | Capital Rats | Discordias | MCRD    | Rock City |
| 2022 Detalle | PUNTAJE TOTAL:   | 376          | 292        | 284     | 277       |

### Masculino
| Año          | Sede             | Campeón | Subcampeón | Tercero   |
| ------------ | ---------------- | ------- | ---------- | --------- |
| 2022 Detalle | Ciudad de México | Kings   | Disorder   | Bastardos |
| 2022 Detalle | PUNTAJE TOTAL:   | 255     | 118        | 109       |

## Torneo Capital Inframundo II

### Femenino
| Año          | Sede           | Campeón              | Subcampeón   | Tercero          | Cuarto                 | Quinto    | Sexto            |
| ------------ | -------------- | -------------------- | ------------ | ---------------- | ---------------------- | --------- | ---------------- |
| 2023 Detalle | Bogotá         | Bogotá Bone Breakers | Capital Rats | Tacones Bandidos | Rock And Roller Queens | Monterrey | Panties Dinamita |
| 2023 Detalle | PUNTAJE TOTAL: | 1,560                | 1,257        | 1,081            | 357                    | 295       | 290              |

### Masculino
| Año          | Sede           | Campeón          | Subcampeón | Tercero | Cuarto    | Quinto     | Sexto              | Séptimo             |
| ------------ | -------------- | ---------------- | ---------- | ------- | --------- | ---------- | ------------------ | ------------------- |
| 2023 Detalle | Bogotá         | Bototos Bandidos | Vanguardia | Kings   | Bastardos | Minotauros | Quindes Volcánicos | Demons On The Track |
| 2023 Detalle | PUNTAJE TOTAL: | 1,397            | 898        | 819     | 808       | 628        | 161                | 124                 |

## Torneo Capital Inframundo III
| 2024 Detalle | - | En disputa | En disputa | En disputa | En disputa | En disputa | En disputa | En disputa | En disputa |

## Palmarés
Palmarés Femeninos
| Equipo                 | Campeón  | Subcampeón     | Tercero  | Cuarto   | Quinto  | Sexto   |
| ---------------------- | -------- | -------------- | -------- | -------- | ------- | ------- |
| Discordias             | 1 (2022) |                |          |          |         |         |
| Rock City              |          |                | 1 (2022) |          |         |         |
| MCRD                   |          |                |          | 1 (2022) |         |         |
| Bogotá Bone Breakers   | 1 (2023) |                |          |          |         |         |
| Capital Rats Bogotá    |          | 2 (2022, 2023) |          |          |         |         |
| Tacones Bandidos       |          |                | 1 (2023) |          |         |         |
| Monterrey              |          |                |          | 1(2023)  |         |         |
| Panties Dinamita       |          |                |          |          | 1(2023) |         |
| Rock And Roller Queens |          |                |          |          |         | 1(2023) |

Palmarés Masculinos
| Equipo              | Campeón  | Subcampeón | Tercero  | Cuarto  | Quinto  | Sexto   | Séptimo |
| ------------------- | -------- | ---------- | -------- | ------- | ------- | ------- | ------- |
| Kings               | 1 (2022) |            |          |         |         |         |         |
| Disorder            |          | 1 (2022)   |          |         |         |         |         |
| Bastardos           |          |            | 1 (2022) |         |         |         |         |
| Bototos Bandidos    | 1(2023)  |            |          |         |         |         |         |
| Vanguardia          |          | 1(2023)    |          |         |         |         |         |
| Kings               |          |            | 1(2023)  |         |         |         |         |
| Bastardos           |          |            |          | 1(2023) |         |         |         |
| Minotauros          |          |            |          |         | 1(2023) |         |         |
| Demons On The Track |          |            |          |         |         | 1(2023) |         |
| Quindes Volcánicos  |          |            |          |         |         |         | 1(2023) |